# Nepenthes smilesii
Nepenthes smilesii Hemsl., 1895 è una pianta carnivora della famiglia Nepenthaceae, diffusa in Thailandia, Cambogia, Laos e Vietnam, dove cresce a 0–1500 m.

## Conservazione
La Lista rossa IUCN classifica Nepenthes smilesii come specie a rischio minimo (Least Concern).